# یوتاکا یکوچی
یوتاکا یکوچی (به انگلیسی: Yutaka Ikeuchi) بازیکن فوتبال اهل ژاپن و عضو تیم ملی فوتبال ژاپن است که در تاریخ ۱۲ فوریه ۱۹۸۳ میلادی اولین بازی ملی‌اش را انجام داد. او در ۸ بازی ملی حضور داشت و آخرین بازی ملی خود را در تاریخ ۱۱ اوت ۱۹۸۵ میلادی انجام داد. یوتاکا یکوچی در بازی‌های ملی‌اش
گلی به ثمر نرساند.